# Maladie des stries bactériennes
Pour les articles homonymes, voir BLS.
La maladie des stries bactériennes ou brûlure bactérienne (en anglais, Bacterial leaf streak ou BLS) est une maladie bactérienne des céréales et d'autres espèces de la famille des Poaceae (graminées). Elle est causée par une espèce de bactéries du genre Xanthomonas : Xanthomonas translucens, dont on distingue différents pathovars nommés différemment en fonction des plantes-hôtes affectées dont ils sont spécifiques :  Xanthomonas translucens pv. undulosa, Xanthomonas campestris pv. translucens, Xanthomonas campestris pv. oryzae, etc.

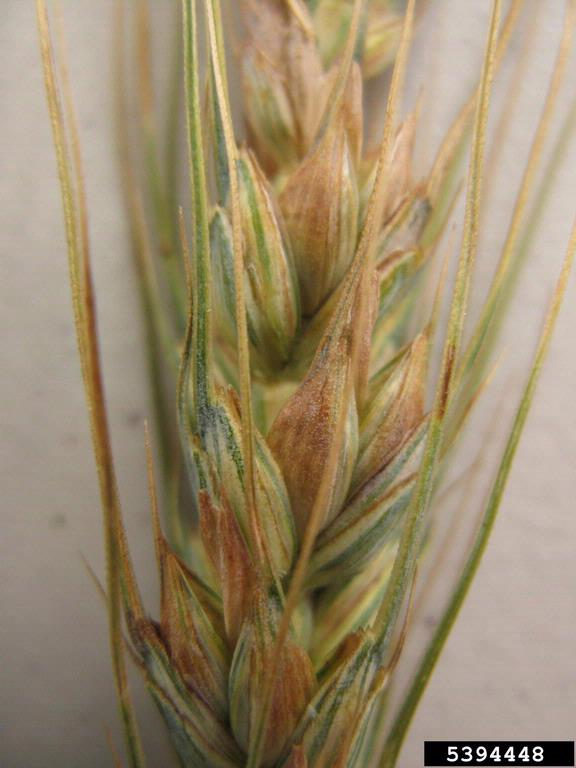
Symptôme de la glume noire (Xanthomonas translucens pv. translucens) sur épi de blé.

Cette maladie cause des dommages importants aux cultures de blé, mais aussi de riz, de triticale et d'orge, partout dans le monde, mais elle est plus problématique dans le sud de l'Amérique. Elle peut aussi s'attaquer à d'autres plantes herbacées. 